# Xã Cambridge, Quận Saline, Missouri
Xã Cambridge (tiếng Anh: Cambridge Township) là một xã thuộc quận Saline, tiểu bang Missouri, Hoa Kỳ. Năm 2010, dân số của xã này là 2.431 người.